# Brockway (Pensilvania)
Brockway es un borough ubicado en el condado de Jefferson en el estado estadounidense de Pensilvania. En el año 2000 tenía una población de 2,182 habitantes y una densidad poblacional de 726 personas por km².

## Demografía
Según la Oficina del Censo en 2000 los ingresos medios por hogar en la localidad eran de $34,556 y los ingresos medios por familia eran $41,278. Los hombres tenían unos ingresos medios de $34,950 frente a los $21,875 para las mujeres. La renta per cápita para la localidad era de $18,303. Alrededor del 9.9% de la población estaba por debajo del umbral de pobreza.